# Samuel R. Gummeré
Samuel Rene Gummeré (1849 - 28 mai 1920) était un avocat et diplomate américain qui a été consul général des États-Unis à Tanger, au Maroc, de 1898 à 1905, et ambassadeur au Maroc de 1905 à 2009, et s'est fait connaître pour son rôle dans l'incident Perdicaris en 1904 et la conférence d'Algésiras deux ans plus tard.

## Biographie
Né à Trenton, dans le New Jersey, il a exercé le droit pendant plusieurs années. Il a beaucoup voyagé en Europe dans les années 1880 et s'est intéressé à la politique. En 1898, après avoir occupé des postes diplomatiques mineurs, il est nommé conseiller général à Tanger par le président William McKinley, puis ambassadeur. Il est considéré comme un "diplomate poli et compétent, un brillant causeur et raconteur".
Il joue un rôle important dans l'incident Perdicaris, au cours duquel le chef berbère Mulai Ahmed er Raisuni enlève les expatriés américains Ion Perdicaris et son beau-fils, Cromwell Varley. Gummeré, ami personnel et ancien partenaire commercial de Perdicaris, préconise d'abord une action militaire, mais le président Theodore Roosevelt et le secrétaire d'État John Hay se montrent plus prudents, estimant que la situation au Maroc - qui conserve une indépendance précaire en raison des intrigues de puissances étrangères telles que la France, la Grande-Bretagne, l'Allemagne et l'Espagne - rend l'action militaire impraticable. Gummeré rencontre les ambassadeurs de France et de Grande-Bretagne, qui acceptent de faire pression sur le sultan pour qu'il réponde aux exigences de Raisuli. Raisuli accepte de libérer son otage, mais après cela, Hay envoie à Gummeré le fameux télégraphe qui dit : "Perdicaris Alive or Raisuli Dead!" ("Perdicaris vivant ou Raisuli mort"), essentiellement pour sauver la face. Gummeré découvrit par la suite que Perdicaris n'était pas un citoyen américain (il avait été naturalisé grec en 1862) et demanda avec colère des explications, ce qui entraîna une rupture entre les deux anciens amis.
Gummeré a été nommé premier ministre américain au Maroc en récompense de ses services dans la résolution de la crise. Plus tard, il a été l'un des médiateurs américains, sous la direction de l'ambassadeur en Italie Henry White, lors de la conférence d'Algésiras de 1906, qui a contribué à résoudre les tensions européennes au sujet du Maroc. La conférence prévoyait la création d'une banque d'État pour le Maroc et l'organisation d'une force de police marocaine autochtone, sous la supervision des Européens. Alors que les Européens soutiennent ce plan, le sultan marocain Abdelaziz est d'abord réticent, mais accepte finalement de le signer le 18 juin. La conférence a également rejeté les tentatives françaises visant à faire du Maroc un protectorat, mais en fin de compte, le contrôle français sur le Maroc n'a été repoussé que pendant six ans.
Après 1909, Gummeré se retire de la vie publique et meurt onze ans plus tard.
Dans le film The Wind and the Lion (Le Vent et le Lion) réalisé par John Milius et sorti en 1975, qui traite de l'incident Perdicaris, il est interprété par Geoffrey Lewis.

## Récompenses et honneurs
Gummeré a reçu un diplôme honorifique de Brown University en 1865.

## Source
- (en) Cet article est partiellement ou en totalité issu de l’article de Wikipédia en anglais intitulé « Samuel R. Gummeré » (voir la liste des auteurs).